# Cryptaranea albolineata
Cryptaranea albolineata är en spindelart som först beskrevs av Arthur Urquhart 1893.  Cryptaranea albolineata ingår i släktet Cryptaranea och familjen hjulspindlar. Inga underarter finns listade i Catalogue of Life.